# Чанчжэн-7
Чанчжэн-7 (кит. трад. 长征七, пиньинь Chángzhēng qī, палл. Чанчжэн ци, буквально: «Великий поход–7» или CZ-7) — китайская двухступенчатая ракета-носитель среднего класса, семейства «Чанчжэн». Ракета представляет новую линейку китайских ракет-носителей, использующих экологически чистые компоненты ракетного топлива: жидкий кислород и керосин.
Планируется, что ракета-носитель «Чанчжэн-7» будет играть основную роль в будущем ракетных запусков Китая, различные модификации этой ракеты позволят заменить ныне действующие носители серий «Чанчжэн-2, 3 и 4». Ракета выполняет ключевую роль в обслуживании новой китайской орбитальной станции, доставляя на орбиту грузовые корабли снабжения «Тяньчжоу», а впоследствии заменит и ракету-носитель «Чанчжэн-2F», осуществляющую сейчас запуски китайских пилотируемых космических кораблей «Шэньчжоу».
«Чанчжэн-7» позволит выводит на низкую околоземную орбиту космические аппараты весом до 13,5 тонн, до 5,5 тонн на солнечно-синхронную орбиту и до 7 тонн на геопереходную орбиту.
Дебютный запуск ракеты-носителя «Чанчжэн-7» состоялся 25 июня 2016 года с китайского космодрома Вэньчан. В 2020 году была впервые запущена модификация «Чанчжэн-7А», отличающаяся от базового варианта укороченной второй ступенью и наличие третьей ступени на топливной паре жидкий водород - жидкий кислород, заимствованой у ракеты Чанчжэн-3A. Первый запуск «Чанчжэн-7А» был неудачным, первый успешный запуск «Чанчжэн-7А» состоялся в марте 2021 года

## Предпосылки создания
Необходимость в новых ракетах-носителях у Китая возникла в конце 90-х — начале 2000-х годов. Развитие космической программы требовало вывода компонентов орбитальных станций, регулярных грузовых и пилотируемых миссий на низкую опорную орбиту, вывода тяжёлых спутников на геостационарную орбиту, а также запуска исследовательских аппаратов Солнечной системы. Целью было создание линейки безопасных, надёжных и экономичных ракет-носителей, покрывающих полный спектр полезных нагрузок, от лёгких до тяжёлых, которые впоследствии смогли бы полностью заменить действующие ракеты серий Чанчжэн-2, 3 и 4. Важным шагом стало решение перейти с высокотоксичной и дорогостоящей топливной пары гидразин и тетраоксид диазота на более безопасные, производительные и экономически выгодные керосин, жидкий кислород и жидкий водород.
Проект анонсировали в 2001 году, однако серьёзные работы по его развитию начались только в 2007. Изначальные планы включали в себя создание семейства модульных ракет «Чанчжэн-5», разные модификации которых могли бы доставлять на низкую опорную орбиту грузы от 1,5 до 25 т. Впоследствии, было проведено разделение на отдельные серии по выводимой полезной нагрузке: лёгкого класса — «Чанчжэн-6», среднего класса — «Чанчжэн-7» и тяжёлого класса — «Чанчжэн-5». Вся новая линейка ракет-носителей использует общие структурные компоненты, в том числе ракетные двигатели, что позволило существенно снизить как время, так и стоимость разработки и производства.

## История создания
Работы над проектом, на тот момент носившим название «Чанчжэн-2F/H», начались в 2008 году в Китайской академии технологий ракетостроения. Изначально планировалось модернизировать существующую ракету Чанчжэн-2F, используемую для запуска пилотируемых космических кораблей, заменив токсические компоненты топлива на более экологически чистые и увеличив тягу двигателей для повышения производительности. Однако такой переход привёл к каскаду изменений, значительно увеличивших сложность проекта, и было принято решение объединить данный проект с проектом разработки ракеты «Чанчжэн-5», поскольку характеристики «Чанчжэн-2F/H» и средней версии «Чанчжэн-5» частично перекрывались.
С 2010 года ракета-носитель получила официальное название «Чанчжэн-7». Это первая в Китае «цифровая» ракета-носитель: от проектирования до производства — всесторонне применяются цифровые технологии.

## Конструкция
Базовая конфигурация ракеты-носителя «Чанчжэн-7» состоит из двух основных ступеней и четырёх жидкостных боковых ускорителей, которые присоединены к первой ступени. Высота ракеты составляет 53,1 м, стартовая масса — 594 т. Модульный дизайн позволяет оптимизировать носитель под конкретную задачу, изменяя количество боковых ускорителей, а также опционально добавлять третью ступень для вывода полезной нагрузки на более высокую орбиту или на различные орбиты в ходе одного запуска. В варианте «Чанчжэн-7A» используются те же ускорители и первая cтупень, что в базовом варианте, вторая ступень укорочена и добавлена кислород-водородная третья ступень, заимствованная у носителя Чанчжэн-3A. Длина модификации «Чанчжэн-7A» - 60,1 м, а стартовая масса 573 тонны.

## Список запусков
| №  | Дата и время (UTC) | Версия     | Космодром       | Полезная нагрузка                                                          | Орбита | Результат |        |
| -- | --- | ---------- | --------------- | -------------------------------------------------------------------------- | ------ | --------- | ------ |
| 1  | 25 июня 2016, 12:00 | CZ-7/YZ-1A | Вэньчан, LC-201 | Экспериментальный спускаемый модуль, Aolong 1, Aoxiang, Tiange 1, Tiange 2 | НОО    | Успех     |        |
| 1  | Главной полезной нагрузкой была уменьшенная копия спускаемого модуля многофункционального аппарата, предназначенная для тестирования первого запуска, которая в течение суток 13 раз облетела вокруг земли и успешно совершила посадку. |            |                 |                                                                            |        |           |        |
| 2  | 20 апреля 2017, 11:41 | CZ-7       | Вэньчан, LC-201 | Тяньчжоу-1                                                                 | НОО    | Успех     |        |
| 2  | Первый полёт грузового автоматический корабля серии «Тяньчжоу» к космической лаборатории «Тяньгун-2». |            |                 |                                                                            |        |           |        |
| 3  | 16 марта 2020, 13:34 | CZ-7A      | Вэньчан, LC-201 | Xinjishu Yanzheng-6                                                        | ГПО    | Неудача   |        |
| 3  | Первый запуск версии ракеты-носителя Чанчжэн-7A, с криогенной третьей ступенью, аналог которой используется на ракете Чанчжэн-3B. Запуск засекреченного спутника завершился неудачей на этапе работы третьей ступени.                   |            |                 |                                                                            |        |           |        |
| 4  | 11 марта 2021, 17:51 | CZ-7A      | Вэньчан, LC-201 | Shiyan 9                                                                   | ГПО    | Успех     |        |
|    | |            |                 |                                                                            |        |           |        |
| 5  | 29 май 2021, 12:55 | CZ-7       | Вэньчан, LC-201 | Тяньчжоу-2                                                                 | НОО    | Успех.    |        |
| 5  | Полёт грузового корабля «Тяньчжоу» к базовому модулю «Тяньхэ» новой Китайской космической станции |            |                 |                                                                            |        |           |        |
| 6  | 20 Сентябрь 2021 07:10 | CZ-7       | Вэньчан, LC-201 | Тяньчжоу 3                                                                 | НОО    | Успех.    | [ 15 ] |
| 7  | 23 декабрь 2021 10:12 | CZ-7A      | Вэньчан, LC-201 | Shiyan 12-01 Shiyan 12-02                                                  | ГПО    | Успех     | [ 16 ] |
| 8  | 9 май 2022 17:56 | CZ-7       | Вэньчан, LC-201 | Tianzhou 4                                                                 | НОО    | Успех     | [ 17 ] |
| 9  | 13 Сентябрь 2022 13:18 | CZ-7A      | Вэньчан, LC-201 | ChinaSat 1E                                                                | ГПО    | Успех     | [ 18 ] |
| 10 | 12 ноябрь 2022 02:03 | CZ-7       | Вэньчан, LC-201 | Tianzhou 5                                                                 | НОО    | Успех     | [ 19 ] |
| 11 | 8 январь 2023 22:00 | CZ-7A      | Вэньчан, LC-201 | Shijian 23                                                                 | ГПО    | Успех     | [ 20 ] |
| 12 | 10 май 2023 13:22 | CZ-7       | Вэньчан, LC-201 | Tianzhou 6                                                                 | НОО    | Успех     | [ 21 ] |
| 13 | 3 ноябрь 2023 14:54 | CZ-7A      | Вэньчан, LC-201 | TJS-10                                                                     | ГПО    | Успех     | [ 22 ] |
| 14 | 17 January 2024 14:27 | CZ-7       | Вэньчан, LC-201 | Tianzhou 7                                                                 | НОО    | Успех     | [ 23 ] |
| 15 | Сентябрь 2024 | CZ-7       | Вэньчан, LC-201 | Tianzhou 8                                                                 | НОО    |           | [ 24 ] |
| 16 | Сентябрь 2024 | CZ-7A      | Вэньчан, LC-201 | XJY 6-02                                                                   | ГПО    |           | [ 22 ] |